# Parasteatoda tepidariorum australis
Parasteatoda tepidariorum là một phân loài nhện trong họ Theridiidae.
Loài này thuộc chi Parasteatoda. Parasteatoda tepidariorum australis được Tord Tamerlan Teodor Thorell miêu tả năm 1895.

## Hình ảnh

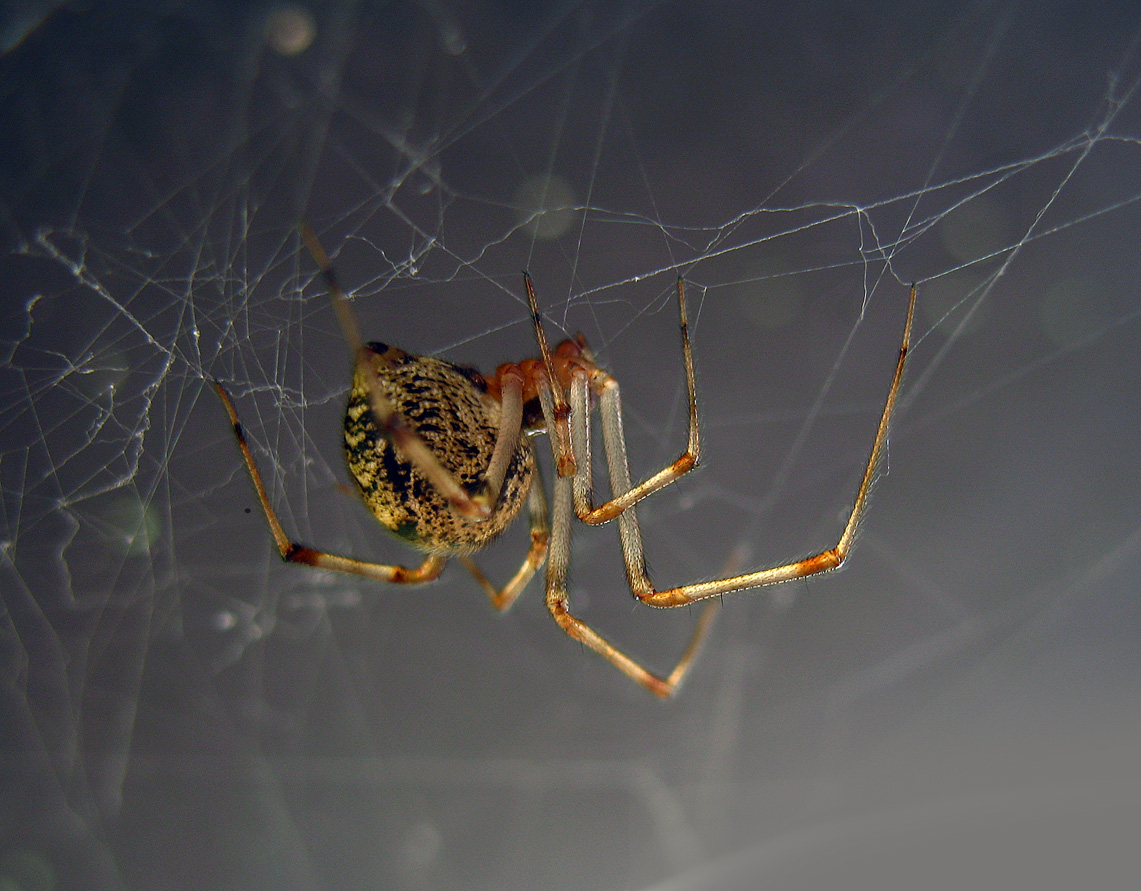
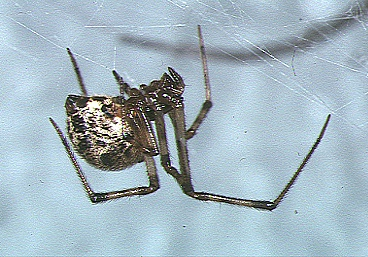
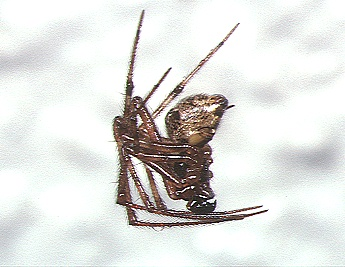
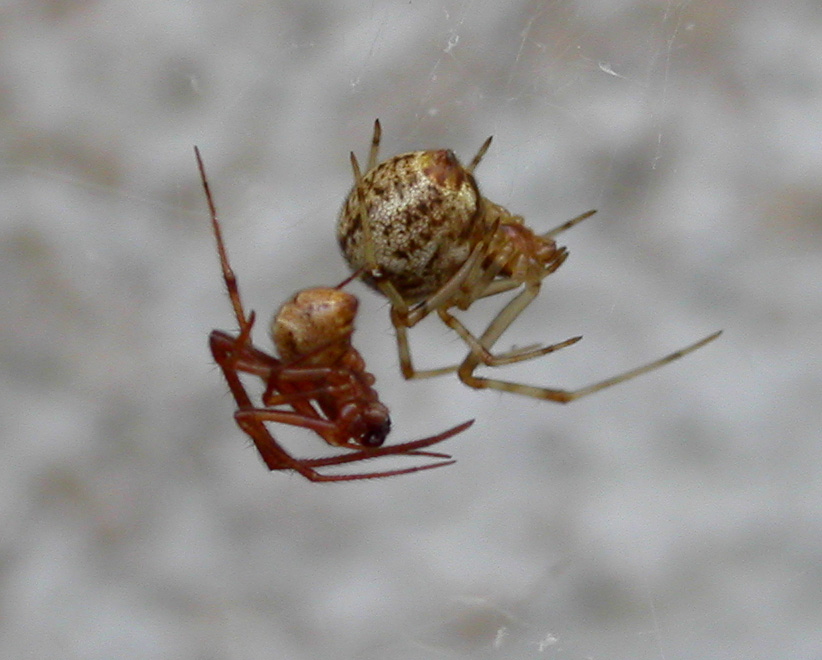